# Moriz von Lyncker

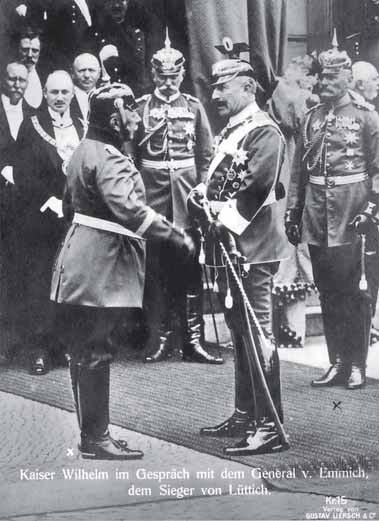
Lyncker (derecha) observando a Guillermo II y al vencedor de Lieja, General Otto von Emmich, 1914.

Moriz Freiherr von Lyncker (30 de enero de 1853 - 20 de enero de 1932) fue un oficial prusiano del Imperio alemán y Jefe del Gabinete Militar del emperador Guillermo II.

## Biografía
Lyncker nació en Spandau, Prusia en el seno de una familia militar, siendo su padre, su suegro y dos hermanos oficiales. Tomó parte en la Guerra franco-prusiana de 1870-71, y dos de sus hijos murieron en la Primera Guerra Mundial.
Su asociación con la Familia Real Prusiana se inició cuando sirvió como Aide-de-camp del Príncipe de la Corona Federico como Capitán. Subsiguientemente Lyncker fue seleccionado como mentor militar del adolescente Príncipe de la Corona Guillermo y del Príncipe Eitel Federico durante tres años hasta 1898. Después de reanudar su carrera regular sucesivamente comandó un Regimiento de la Guardia y una Brigada antes de asumir el liderazgo de la 19.ª División en Hannover en 1905.
Después de la repentina muerte del Jefe del Gabinete Militar, el General Dietrich von Hülsen-Haeseler, von Lyncker fue seleccionado el 17 de noviembre de 1908 para el puesto. Fue responsable para los asuntos de personal del Ejército prusiano y durante la Primera Guerra Mundial fue uno de los ayudantes más cercanos del Káiser Guillermo II. Estuvo presente en el famoso Consejo Imperial de Guerra del 8 de diciembre de 1912.
Ha sido evaluado como "políticamente inocente, intelectualmente mediocre, con devoción servil a Guillermo II."
Por otro lado, a medida que la Primera Guerra Mundial progresaba y el Káiser se retiraba en una atmósfera de "miedo al mundo y huida de la realidad", trabajó con Georg Alexander von Müller, Jefe del Gabinete Naval Imperial, con gran esfuerzo para persuadirlo para que pasara más tiempo en los asuntos de gobierno en Berlín.
Para el 10 de agosto de 1914 consideró reemplazar a Helmuth von Moltke por Erich von Falkenhayn como Jefe del Estado Mayor General Alemán. Después del fracaso de la Batalla del Marne fue su deber convencer a von Moltke que abandonara.
Después de 1915 estaba preparado para moderar los objetivos de Alemania para alcanzar la paz, pero todavía pedía que el Reich debería retener Bélgica o al menos los puertos belgas para un uso futuro contra Gran Bretaña. Al igual que Falkenhayn, quería un compromiso de paz con el Imperio ruso y una victoria sustancial sobre Gran Bretaña y Francia.
Murió en Demnitz, Alemania.

### Rangos
- 1870: Fahnenjunker
- 1895-1898: Leutnant ... Oberst
- 1901: Generalmajor
- 1905: Generalleutnant
- 1909: General der Infanterie